# Dicliptera clarkei
Dicliptera clarkei là một loài thực vật có hoa trong họ Ô rô. Loài này được Elmer mô tả khoa học đầu tiên năm 1913.